# Ламбруско

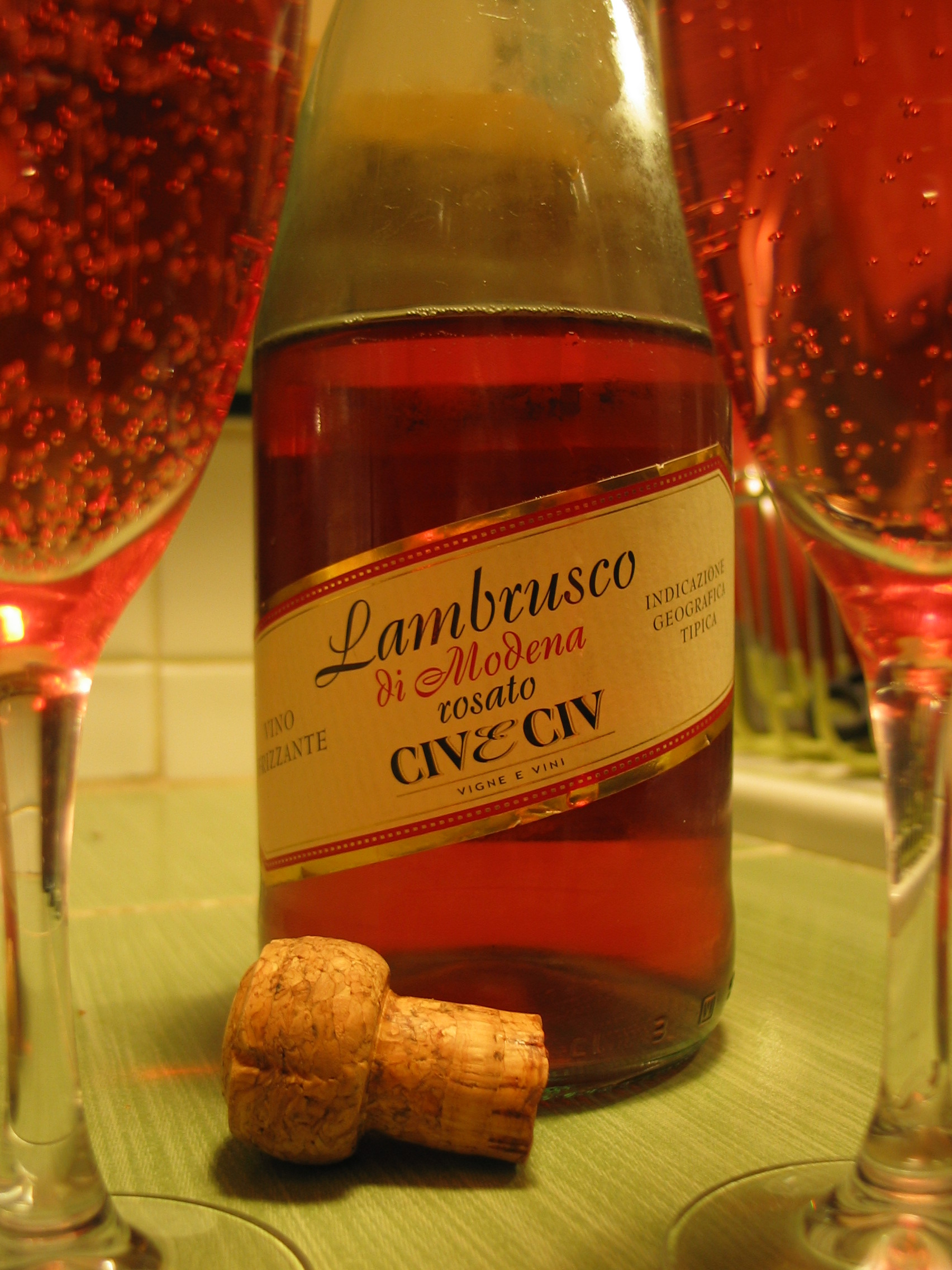
Ламбруско

Ламбру́ско (італ. Lambrusco) — назва італійського чорного винограду та італійського вина, виробленого з нього. Вино виробляється в області Емілія-Романья.
Археологічні знахідки підтверджують виробництво вина з цього сорту ще в епоху етрусків.
Зазвичай вина Ламбруско є червоними ігристими винами, але зустрічаються також і білі, і рожеві. Ламбруско може бути сухим, напівсухим та напівсолодким.
Ламбруско вирощується в п'яти регіонах з контролем за походженням Denominazione di origine controllata (DOC): Lambrusco Grasparossa di Castelvetro, Lambrusco di Sorbara, Lambrusco Salamino di Santa Croce, Lambrusco Reggiano та Lambrusco Mantovano.

## Походження
Існує декілька легенд про походження сорту винограду й вина Ламбруско. Одна з них надає вину божественного походження. Якось Венера, Марс і Вакх у невеликій таверні розмовляли про долі людства. Йдучи, Вакх, бог виноробства, подарував господарю кілька виноградних зерняток. Вино, що вийшло з цього винограду, отримало ім'я ламбруско.
21 червня винороби всього світу святкують Міжнародний день ламбруско.